# Chiesa di San Giorgio (Bosa)
La chiesa di San Giorgio è una chiesa campestre situata in territorio di Bosa, centro abitato della Sardegna centrale. 

La chiesa, ubicata sulla riva sinistra del fiume Temo a poche centinaia di metri dal paese, potrebbe essere stata edificata prima dell'XI secolo.  Nei secoli successivi venne più volte rimaneggiata e da ultimo dotata di un portale in stile barocco.